# Hastula raphanula
Hastula raphanula é uma espécie de gastrópode do gênero Hastula, pertencente a família Terebridae.